# Corps Neoborussia-Berlin zu Bochum
Le Corps Neoborussia-Berlin à Bochum est un corps de l'Association des convents des anciens de Kösen. Il maintient la mensur et porte la couleur. Il rassemble des étudiants et anciens étudiants de l'Université de la Ruhr à Bochum ainsi que d'anciens étudiants du TH Darmstadt et de l'Université Frédéric-Guillaume de Berlin. Les Nouveaux Prussiens de Berlin sont le seul corps dans la région de la Ruhr.

## Armoiries et couleur
Le Neoborussia porte les couleurs « noir-blanc-rose » avec des percussions argentées. Les renards portent un ruban de renard aux couleurs « noir-rose-noir ». Il existe une explication symbolique et historique à cette coloration. Cela signifie que le blanc représente la perfection, le noir la défensive et le rose le renouveau éternel. Cette dernière explication considère les couleurs du noir et du blanc comme les couleurs de la Prusse ; le rose ci-joint provient du Grand-duché napoléonien de Posen, devenu province prussienne au Congrès de Vienne en 1815 et le reste jusqu'en 1919. Les Néo-Prussiens portent un petit bonnet blanc, dit couleur occipitale.
La devise du Neoborussia est Virtus sola bonorum corona (allemand : La vertu est la bonne grâce ). La devise héraldique est Tous pour un, un pour tous .
Les couleurs du corps se reflètent également dans les armoiries du corps. L'intérieur des armoiries est divisé en quatre champs : les couleurs du Neoborussia  sont représentées en diagonale en haut à droite. En haut à gauche se trouvent le compas et la date de fondation (10 juillet 1838). En bas à droite, deux sonnettes traversent une couronne de laurier entourée des premières lettres de la devise héraldique. En bas à gauche, un phénix blanc s'élève sur des flammes roses.

## Histoire

### Berlin
Le Corps Neoborussia est fondé le 10 juillet 1838 à l'Université Frédéric-Guillaume de Berlin et se réunit avec le Corps Marchia Berlin (de) et le Corps Pomerania II pour former le Convent des anciens de Berlin (de) (KSCV) la même année. Les racines du corps se trouvent dans le lycée berlinois du Monastère franciscain. Là, en mai 1836, les étudiants Moritz von Blanckenburg, Alexander von Bredow, Gustav Friedrich Adolf Runge, Karl Droysen, FW Heinrich Hinneberg, JAFW Ramin, AH Hitzer, HG Schmidt, Franz Dreysing, FJFE Krebs, Hermann Theodor Wangemann (de) et d'autres fondent la Confrérie du monastère de Cerevisia, dont est issu le Corps Neoborussia à l'été 1838.". Lorsque le SC rejoint l'Association des couvents des anciens de Kösen en 1855, il est formé par le Normannia, la Vandalia (de) et le Neoborussia. La Neoborussia est suspendue du 23 novembre 1861 au 14 février 1862 et du 22 décembre 1862 à août 1865. Le 28 août 1864, l'homme politique socialiste et membre de la fraternité Ferdinand Lassalle est mortellement blessé lors d'un duel par Janko von Racowitza, membre du corps de Neoborussia Selon un ordre secret du cabinet de la Couronne de Prusse, la Neoborussia doit suspendre « pour toujours » lorsque la guerre austro-prussienne éclate en juillet 1866.
Le 23 février 1922, le Corps Neoborussia est rétabli en reprenant les membres actifs du corps libre du même nom. Il est accepté le même jour dans le SC à Berlin et reconnu le 1er juillet 1922 comme une continuation de l'ancien corps de Neoborussia. Dix ans plus tard, le Corps est finalement suspendu à Berlin, le 7 novembre 1932.

### Francfort-sur-le-Main
Le 19 avril 1952, le Corps Neoborussia est reconstitué à Francfort en tant que membre du SC zu Frankfurt avec son domicile à l'Université technique de Darmstadt. Dans le même temps, elle reçoit un siège d'invité au Darmstadt SC du Convent des anciens de Weinheim (de). La coopération entre les corps de Kösen et de Weinheim au niveau SC n'existait ou n'existe qu'à Zurich, Göttingen et Munich.

### Bochum

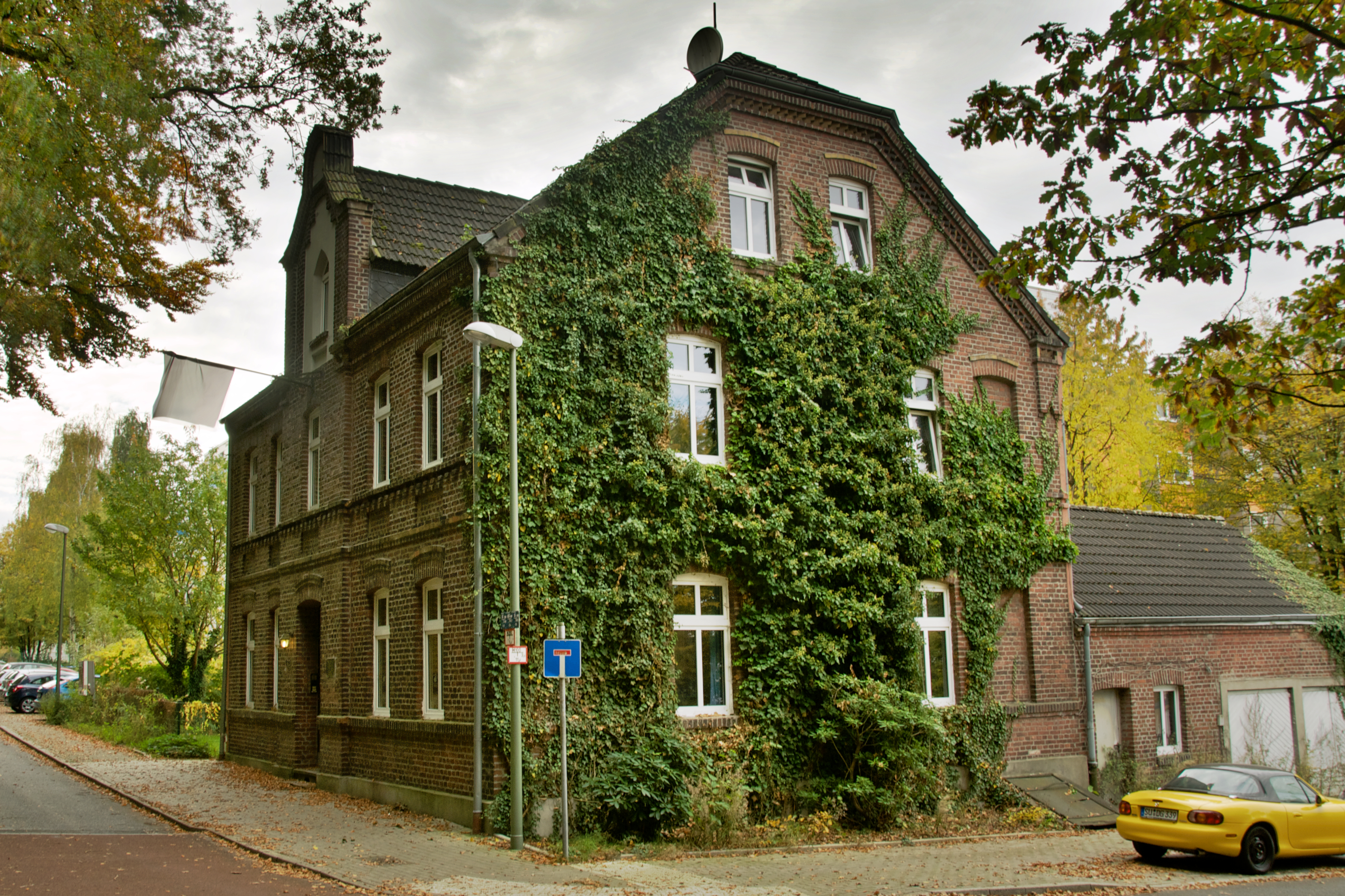
Maison du corps Neoborussia à Bochum

Le 6 mars 1967, la Neoborussia déménage dans la jeune université de la Ruhr à Bochum, où elle forme un SC avec le Corps Marchia Bochum, nouvellement fondé un an plus tôt. Depuis que Marchia quitte l'association Kösen SC le 10 février 1971, la Neoborussia forme le SC zu Bochum en tant que corps individuel. Après le retour à Dresde en 1994 du Weinheimer Corps Teutonia Dresden, qui existait également à l'Université de la Ruhr à Bochum depuis le 28 février 1966, Neoborussia est le seul corps d'une université de la région de la Ruhr,
Au cours de l'année de mandat 1987/88, Neoborussia dirige les affaires suburbaines du KSCV en tant que corps individuel du SC à Bochum. En mai 2013, le corps célèbre son 175e anniversaire. Des représentants du monde politique et culturel participent à la célébration

## Relations
Avant la suspension de 1866, le Neoborussia fait partie d'un cartel avec le Silesia (de), le Saxonia Leipzig, le Marchia Halle (de) et le Franconia Jena (de). Le Corps Neoborussia-Berlin fait partie du cercle de Magdebourg depuis 1958.

## Membres notables
- Max Barth (de) (1844–1893), administrateur de l'arrondissement de Naumbourg, directeur général de la Société provinciale d'incendie de Saxe, député du parlement provincial de Saxe, député de la chambre des représentants de Prusse
- Werner Barthold (de) (1908–1996), juge et fonctionnaire ministériel
- Moritz Karl Henning von Blanckenburg (1815–1888), député du Reichstag
- Max von Bredow (de) (1817–1893), Oberst, propriétaire d'un manoir, député de la chambre des seigneurs de Prusse
- Otto von Bülow (de) (1827–1901), ambassadeur prussien et allemand
- Bernhard Fränkel (de) (1836–1911), médecin ORL et professeur d'université
- Oscar Fraentzel (de) (1838–1894), professeur de maladies cardiaques et pulmonaires
- Maximilian von Garnier (de) (1844–1888), juriste et homme politique
- Johannes Gobbin (de) (1833–1881), maire de Brandebourg-sur-la-Havel et de Görlitz
- Waldemar von der Hagen (de) (1839–1889), propriétaire d'un manoir, administrateur de l'arrondissement d'Havelland-de-l'Ouest
- Wilhelm Heinzerling (de) (1828–1896), juge, membre du tribunal administratif de Hesse, chargé de cours sur les principes fondamentaux du droit et l'économie nationale, député et secrétaire de la seconde chambre des États du grand-duché de Hesse, président du synode de l'État de Hesse
- Eduard Hitzig (1838–1907), neurologue
- Ernst Otto Hopp (de) (1841–1910), écrivain et journaliste
- Hans-Peter Howaldt (de) (né en 1956), professeur titulaire de chirurgie maxillaire à Gießen
- Adolf Kayser (de) (1828–1912), député du Reichstag
- Carl Kiehn (de) (1833–1894), propriétaire de manoir, député de la chambre des représentants de Prusse
- Friedrich von Koenen (de) (1836–1899), administrateur de l'arrondissement de Mansfeld-Montagne
- Carl Julius Adolph Kuhlmay (de) (1830–1868), avocat et l'un des initiateurs du sauvetage maritime organisé en Prusse
- Paul Langerhans (1820–1909), médecin et homme politique
- Ludwig von Lockstedt (de) (1837–1877), propriétaire d'un manoir, administrateur de l'arrondissement de Regenwalde (de)
- Johann Georg von Loeper (de) (1819–1900), propriétaire d'un manoir, administrateur de l'arrondissement de Regenwalde, député de la chambre des représentants de Prusse
- Karl Löwe (de) (1845–1907), président de l'Office impérial des canaux
- Iacob Negruzzi (1842–1932), poète roumain, historien de la littérature et critique culturel
- Leon Negruzzi (1840–1890), juriste et poète roumain
- Max Paul Neumann (de) (1874–1937), agronome
- Adolf von Nickisch-Rosenegk (de) (1836–1895), administrateur de l'arrondissement de Sternberg-Ouest, de l'arrondissement de Düsseldorf (de) et de l'arrondissement de Saatzig, adjoint du président du gouvernement à Danzig, député de la chambre des représentants de Prusse
- Peter Pieper (de) (né en 1953), archéologue médico-légal
- Moritz Pistor (de) (1835–1924), conseiller conférencier au ministère prussien de la Culture
- Olaf Reidt (de) (né en 1964), avocat spécialisé en droit administratif
- Gerd Schaefer-Rolffs (de) (1909–1986), ingénieur et fonctionnaire d'association
- Hermann Simon von Zastrow (de) (1829–1900), président du tribunal de grande instance de Köslin, député de la chambre des représentants de Prusse
- Friedrich Eberhard Schnapp (de) (1938–2022), juriste et professeur d'université
- Joachim Stoermer (de) (1924–2002), cardiologue pédiatrique et professeur d'université
- Viktor von Tepper-Laski (1844–1905), président du district de Wiesbaden et du district de Köslin, administrateur de l'arrondissement de Schlochau
- Heinrich von Werthern (de) (1838–1879), seigneur du château de Beichlingen, administrateur de l'arrondissement d'Eckartsberga
- Wilhelm Ziegler (de) (1835–1897), Generalleutnant prussien